# Корди
Корди (груз. ქორდი) — село в Грузии, на территории Горийского муниципалитета края (мхаре) Шида-Картли.

## География
Село находится в центральной части Грузии, на правом берегу реки Малая Лиахви, на расстоянии приблизительно 21 километра (по прямой) к северо-северо-западу от города Гори, административного центра муниципалитета. Абсолютная высота — 899 метров над уровнем моря.

## Население
По результатам официальной переписи населения 2014 года в Корди проживало 728 человек (368 мужчин и 360 женщин). В национальной структуре населения грузины составляли 99,7 %.
| Год  | Население, человек |
| ---- | ------------------ |
| 2002 | 850                |
| 2014 | ↘ 728              |